# Colegio San Agustín (Lima)
El Colegio San Agustín es un centro educativo mixto de Perú, fundado en 1903 en Lima, como parte de la misión evangelizadora de la Orden de los Agustinos por la Provincia Nuestra Señora de Gracia del Perú.

## Historia
Fundado por los agustinos, su primer local estuvo ubicado en el ahora "Convento de Nuestra Señora de Gracia", también llamado de "San Agustín", en el jirón Ica en el centro histórico de Lima.
Entró en funciones el 15 de marzo de 1903, bajo la Dirección del Padre Ignacio Monasterio.
Hasta el año 1920 funcionó un internado, con capacidad para alrededor de ochenta (80) alumnos.
En el local inicial permaneció, durante 62 años, hasta 1965. Autorizado por R. M. Nº 2048, del 16 de febrero de 1965, su sede se trasladó al local de la avenida Javier Prado Este, en el cruce con Paseo de la República, en el distrito de San Isidro. En 1978, al celebrar sus Bodas de Diamante fue inscrito en el Registro de Honor del Ministerio de Educación. El 21 de diciembre de 1958, tenía lugar la solemne bendición e inauguración de la capilla del colegio. También se inauguró el pabellón, llamado Sección Infantil, actualmente ocupado por 3º y 4º grados de primaria. En 1959 se inauguró la Biblioteca Escolar. En 1969 se inauguró el gran Coliseo, para acoger a unos 3000 espectadores.
En 1993, se inició la educación coeducativa (hasta 1992 solo era de varones) que en forma progresiva desde inicial fue incrementándose año a año hasta quinto de Secundaria. Siendo la Promoción 2004 la Primera Promoción Coeducativa.
La ampliación de pabellones continuó y en el año 2000 se comenzó la construcción de un Auditorio que fue inaugurado el 30 de junio de 2001, siendo Director el R.P. Senén González Martín. En el 2003 construyen un nuevo pabellón llamado "Pabellón Centenario" conmemorando los 100 años de fundación.